# Balșa
Balșa è un comune della Romania di 1 022 abitanti, ubicato nel distretto di Hunedoara, nella regione storica della Transilvania.
Il comune è formato dall'unione di 14 villaggi: Almașu Mic de Munte, Ardeu, Balșa, Bunești, Galbina, Mada, Oprișești, Poiana, Poienița, Roșia, Stăuini, Techereu, Vălișoara, Voia.